# Stevens-Duryea

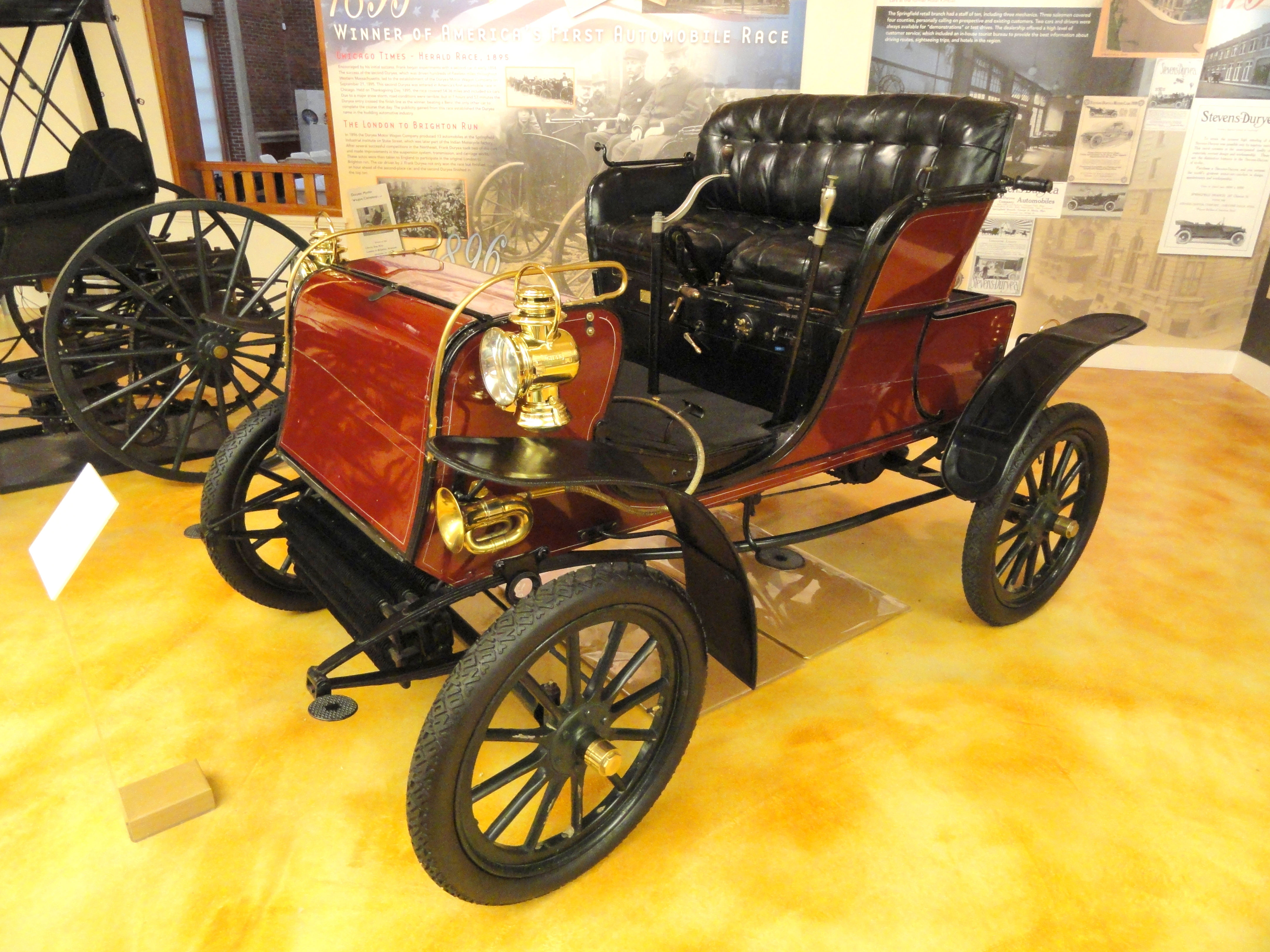
Stevens-Duryea, als Model L von 1903 beschrieben

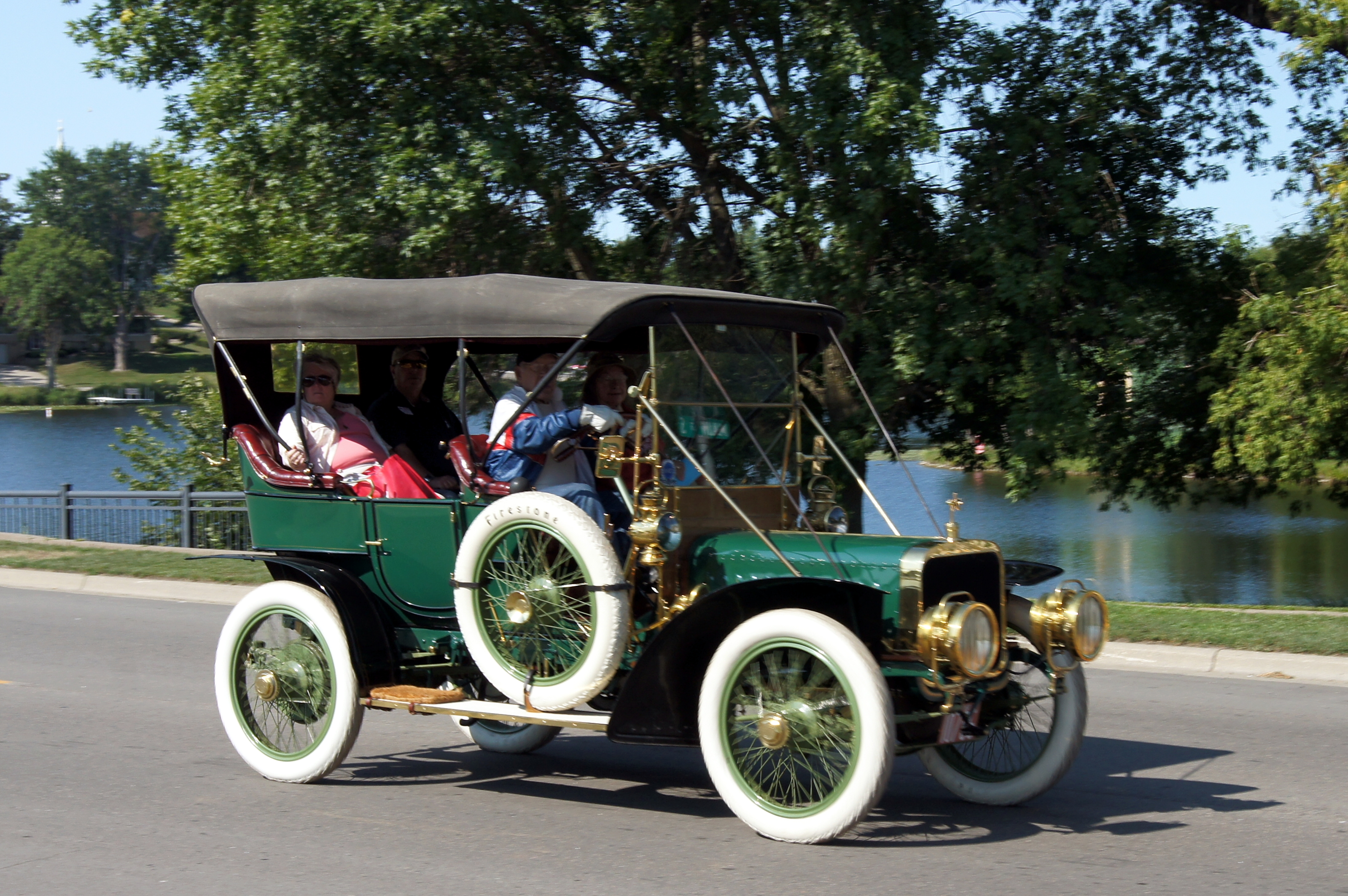
Stevens-Duryea von 1907

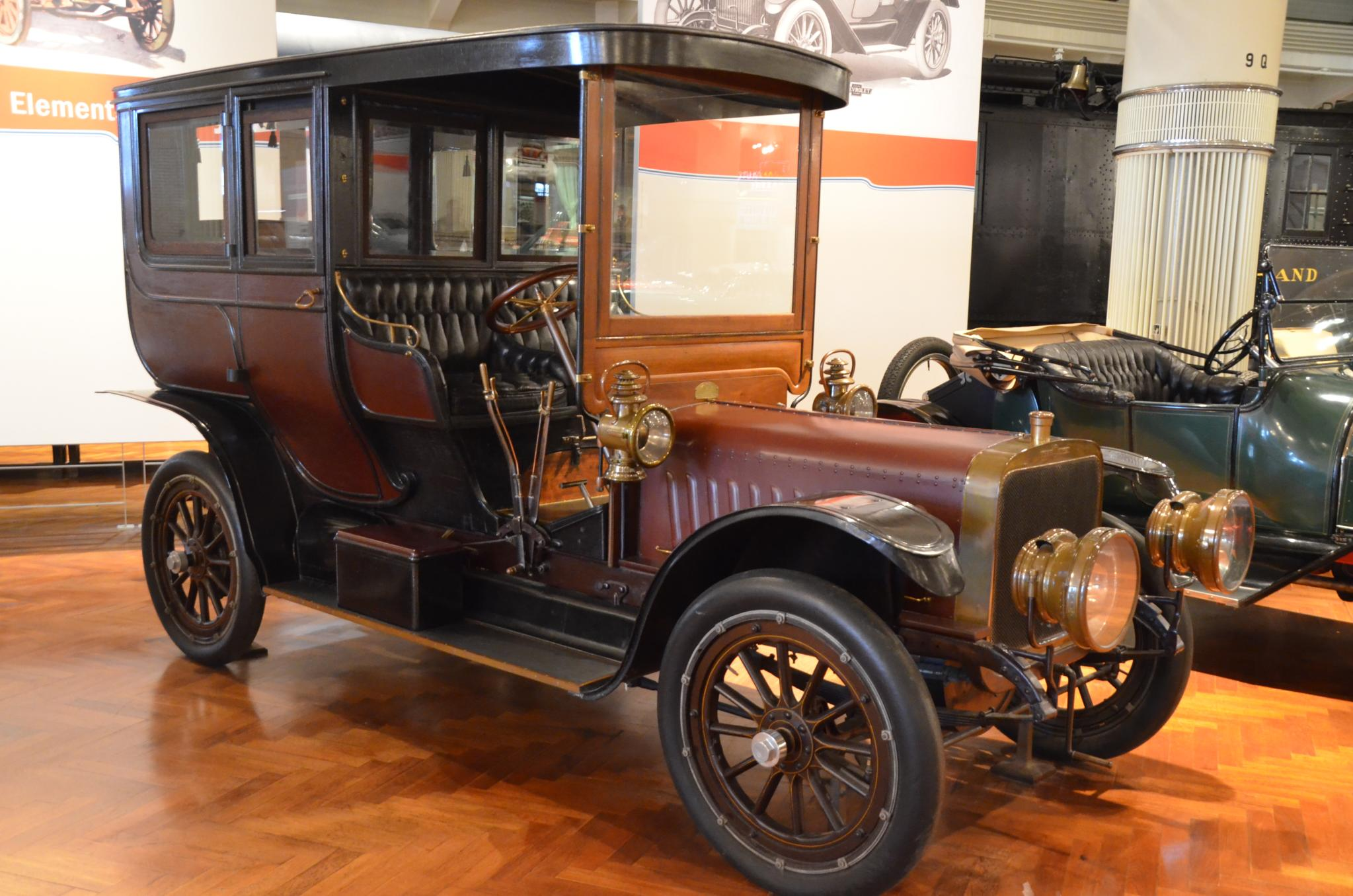
Stevens-Duryea Model U von 1908

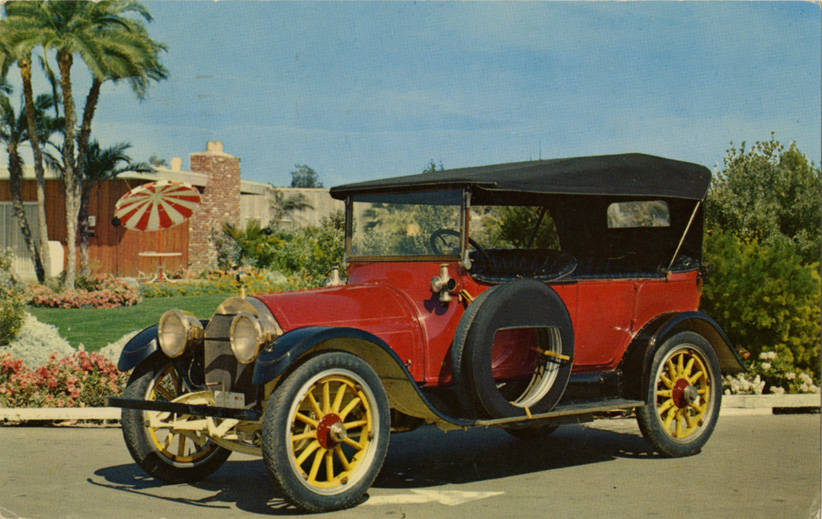
Stevens-Duryea von 1915

Stevens-Duryea war eine US-amerikanische Automarke.

## Markengeschichte
James Frank Duryea verließ 1901 die Hampden Automobile & Launch Company. Er schloss sich der J. Stevens Arms & Tool Company aus Chicopee Falls in Massachusetts an. 1901 begann die Produktion von Automobilen. Der Markenname lautete Stevens-Duryea.
Im Mai 1906 wurde die Stevens-Duryea Company als eigenständiges Unternehmen zur Fahrzeugproduktion gegründet. Im Januar 1915 endete die Produktion zunächst. Der Grund war Geldmangel, wenngleich betont wird, dass das Unternehmen keine Schulden hatte. Im Juli 1915 übernahm die Westinghouse Electric Corporation das Werk.
Im Juli 1919 kauften Ray S. Deering, Thomas L. Cowles und ehemalige Mitarbeiter das Werk und den Markennamen. Sie gründeten die Stevens-Duryea Inc. und stellten Fahrzeuge her. Im Frühling 1922 begann die Insolvenz, die 14 Monate lang dauerte. Während dieser Zeit entstanden 116 Neuwagen.
Dann erfolgte die Übernahmen durch Ray M. Owen, der vorher die Owen Magnetic Motor Car Corporation leitete. Er führte eine Reorganisation durch. Die neue Firmierung lautete Stevens-Duryea Motors Inc. Im Januar 1924 begann die Produktion. Geplant waren 200 Fahrzeuge jährlich. Tatsächlich wurden 1924 nur 28 Fahrzeuge verkauft. Im Herbst 1925 kündigte das Unternehmen an, zukünftig nur noch nach Bestellung zu produzieren. 1927 endete die Produktion.

## Fahrzeuge
Im Laufe der Jahre standen viele verschiedene Karosseriebauformen wie Runabout, Tourenwagen, Limousine, Baby Tonneau, Torpedo, Roadster, Landaulet, Coupelet, Convertible Phaeton, Demi-Berline, Landau Phaeton, Close-Coupled Sport Tourenwagen, Vestibule Limousine, Three-Quarter Limousine, Cabriolet, Town Brougham und Open Drive Limousine zur Wahl. Eine Aufstellung ist der folgenden Tabelle zu entnehmen.
Von 1901 bis 1902 gab es nur den 5 HP. Er hatte einen Zweizylindermotor mit 5 PS Leistung. Das Fahrgestell hatte 
175 cm Radstand.
1903 blieb das Sortiment unverändert.
1904 wurde daraus das Model L. Der Motor leistete nun 7 PS.
1905 kam das Model R dazu. Es hatte einen Vierzylindermotor mit 20 PS Leistung. Der Radstand betrug 229 cm.
1906 ergänzte das Model S Big Six das Angebot. Es hatte einen Sechszylindermotor und 50 PS Leistung. Der Radstand maß 310 cm.
1907 entfiel das Zweizylindermodell. Neu war das Model U Little Six. Sein Sechszylindermotor war mit 30/35 PS angegeben. Der Radstand betrug 290 cm.
1908 gab es Model R, Model S und Model U. Das letztgenannte hatte einen 35-PS-Motor.
1909 blieben Model R, Model S Big Six und Model U Little Six unverändert. Neu hinzu kamen Model X mit einem Vierzylindermotor, 24 PS Leistung und 315 cm Radstand, Model XXX ebenfalls mit einem Vierzylindermotor und 24 PS Leistung, aber nur 277 cm Radstand, sowie das Model Y mit einem Sechszylindermotor, 40 PS Leistung und 361 cm Radstand.
1910 standen vier Modelle zur Auswahl. Die Motorleistungen wichen vom Vorjahr ab. Das Model X und das Model XXX waren mit 36,1 PS angegeben und das Model Y mit 54,1 PS. Neu war das Model AA mit einem Sechszylindermotor, der mit 43 PS angegeben war, und 325 cm Radstand.
1911 entfiel das kurze Model XXX. Beim Model Y wurde der Radstand geringfügig auf 363 cm verlängert.
1912 wurde beim Model Y der Radstand wieder auf 361 cm verkürzt.
1913 erschien das Model C-Six, das alle bisherigen Modelle ablöste. Ab sofort hatten alle Fahrzeuge Sechszylindermotoren. In diesem Fall war er mit 44,6 PS angegeben. Zur Wahl standen zwei Fahrgestelllängen von 333 cm und 351 cm Radstand.
1914 entfiel das lange Fahrgestell. Der Motor war nun mit 44,8 PS angegeben.
1915 erschienen zwei neue Modelle. Im Model D-Six war er mit 46 PS angegeben. Der Radstand betrug 333 cm. Das Model DD-Six war mit 47,2 PS etwas höher eingestuft und hatte mit 351 cm einen längeren Radstand.
Von 1920 bis 1921 gab es das Model E. Der Motor leistete 80 PS. Der Radstand maß 351 cm
Zwischen 1922 und 1923 wurde dieses Modell unverändert weitergebaut.
In der Zeit von 1924 bis 1927 gab es das Model G. Es entsprach dem vorherigen Model E.

## Modellübersicht
| Jahr      | Modell             | Zylinder | Leistung (PS) | Radstand (cm) | Aufbau |
| --------- | ------------------ | -------- | ------------- | ------------- | --- |
| 1901–1902 | 5 HP               | 2        | 5             | 175           | Runabout 2-sitzig |
| 1903      | 5 HP               | 2        | 5             | 175           | Runabout 2-sitzig |
| 1904      | Model L            | 2        | 7             | 175           | Runabout 2-sitzig und 4-sitzig |
| 1905      | Model L            | 2        | 7             | 175           | Runabout 2-sitzig und 4-sitzig |
| 1905      | Model R            | 4        | 20            | 229           | Tourenwagen 5-sitzig |
| 1906      | Model L            | 2        | 7             | 175           | Runabout |
| 1906      | Model R            | 4        | 20            | 229           | Tourenwagen 5-sitzig, Limousine |
| 1909      | Model S Big Six    | 6        | 50            | 310           | Tourenwagen 7-sitzig |
| 1907      | Model R            | 4        | 20            | 229           | Runabout 2-sitzig, Tourenwagen 5-sitzig, Limousine 5-sitzig |
| 1907      | Model S Big Six    | 6        | 50            | 310           | Tourenwagen 7-sitzig |
| 1907      | Model U Little Six | 6        | 30/35         | 290           | Tourenwagen 5-sitzig |
| 1908      | Model R            | 4        | 20            | 229           | Tourenwagen 5-sitzig, Limousine 5-sitzig |
| 1908      | Model S            | 6        | 50            | 310           | Tourenwagen 7-sitzig |
| 1908      | Model U            | 6        | 35            | 290           | Tourenwagen 5-sitzig, Limousine 5-sitzig |
| 1909      | Model R            | 4        | 20            | 229           | Tourenwagen 5-sitzig |
| 1909      | Model S Big Six    | 6        | 50            | 310           | Tourenwagen 7-sitzig |
| 1909      | Model U Little Six | 6        | 35            | 290           | Tourenwagen 5-sitzig, Limousine |
| 1909      | Model X            | 4        | 24            | 315           | Tourenwagen 5-sitzig, Limousine 7-sitzig |
| 1909      | Model XXX          | 4        | 24            | 277           | Runabout 3-sitzig |
| 1909      | Model Y            | 6        | 40            | 361           | Tourenwagen 7-sitzig |
| 1910      | Model AA           | 6        | 43            | 325           | Tourenwagen 4-sitzig und 5-sitzig |
| 1910      | Model X            | 4        | 36,1          | 315           | Tourenwagen 4-sitzig und 5-sitzig, Limousine |
| 1910      | Model XXX          | 4        | 36,1          | 277           | Runabout 3-sitzig, Baby Tonneau 4-sitzig |
| 1910      | Model Y            | 6        | 54,1          | 361           | Tourenwagen 7-sitzig, Limousine |
| 1911      | Model AA           | 6        | 43,8          | 325           | Torpedo 5-sitzig, Tourenwagen, Roadster, Limousine, Landaulet |
| 1911      | Model X            | 4        | 36,1          | 315           | Limousine 7-sitzig, Tourenwagen, Roadster, Fore-Door Tourenwagen |
| 1911      | Model Y            | 6        | 54,1          | 363           | Tourenwagen 7-sitzig, Fore-Door Tourenwagen, Limousine |
| 1912      | Model AA           | 6        | 43,8          | 325           | Tourenwagen 5-sitzig und 7-sitzig, Torpedo 5-sitzig, Limousine 7-sitzig, Landaulet 7-sitzig, Roadster 4-sitzig, Runabout 2-sitzig                                                                               |
| 1912      | Model X            | 4        | 36,1          | 361           | Tourenwagen 7-sitzig, Limousine 7-sitzig |
| 1912      | Model Y            | 6        | 54,1          | 361           | Tourenwagen 7-sitzig, Limousine 7-sitzig |
| 1913      | Model C-Six        | 6        | 44,6          | 333           | Tourenwagen 5-sitzig, Roadster, Coupelet 2-sitzig, Convertible Phaeton 5-sitzig, Demi-Berline 5-sitzig, Limousine 7-sitzig                                                                                      |
| 1913      | Model C-Six        | 6        | 44,6          | 351           | Tourenwagen 7-sitzig, Convertible Phaeton 7-sitzig, Limousine 7-sitzig |
| 1914      | Model C-Six        | 6        | 44,8          | 333           | Limousine 7-sitzig, Roadster 2-sitzig, Coupelet 3-sitzig, Tourenwagen 5-sitzig, Landau Phaeton 5-sitzig, Demi-Berline 5-sitzig                                                                                  |
| 1915      | Model D-Six        | 6        | 46            | 333           | Limousine 7-sitzig, Tourenwagen 5-sitzig, Roadster 3-sitzig, Landau Phaeton 5-sitzig, Demi-Berline |
| 1915      | Model DD-Six       | 6        | 47,2          | 351           | Tourenwagen 7-sitzig, Landau Phaeton 7-sitzig, Limousine 7-sitzig, Landaulet 7-sitzig |
| 1920–1921 | Model E            | 6        | 80            | 351           | Tourenwagen 7-sitzig, Vestibule Limousine 7-sitzig, Limousine 4-sitzig, Close-Coupled Sport Tourenwagen |
| 1922–1923 | Model E            | 6        | 80            | 351           | Tourenwagen 4-sitzig und 7-sitzig, Vestibule Limousine 7-sitzig, Three-Quarter Limousine 7-sitzig, Limousine 4-sitzig, Close-Coupled Sport Tourenwagen, Cabriolet, Town Brougham, Roadster, Coupé               |
| 1924–1927 | Model G            | 6        | 80            | 351           | Tourenwagen 7-sitzig, Sport Tourenwagen 4-sitzig, Roadster 2-sitzig, Coupé 4-sitzig, Limousine 4-sitzig und 6-sitzig, Vestibule Limousine 6-sitzig und 7-sitzig, Open Drive Limousine, Town Brougham, Cabriolet |

## Produktionszahlen
Insgesamt entstanden über 14.000 Personenkraftwagen. Die beste Zeit lag zwischen 1903 und 1915, als jährlich zwischen knapp 500 und 1500 Fahrzeuge gefertigt wurden. Die Neuauflage nach dem Ersten Weltkrieg blieb relativ erfolglos.
| Jahr  | Produktionszahl |
| ----- | --------------- |
| 1902  | 61              |
| 1903  | 483             |
| 1904  | 600             |
| 1905  | 600             |
| 1906  | 739             |
| 1907  | 1.000           |
| 1908  | 1.500           |
| 1909  | 1.500           |
| 1910  | 1.500           |
| 1911  | 1.500           |
| 1912  | 1.500           |
| 1913  | 1.000           |
| 1914  | 1.000           |
| 1915  | 573             |
| 1916  | 0               |
| 1917  | 0               |
| 1918  | 0               |
| 1919  | 0               |
| 1920  | 204             |
| 1921  | 136             |
| 1922  | 63              |
| 1923  | 66              |
| 1924  | 28              |
| 1925  | 16              |
| 1926  | 8               |
| 1927  | 1               |
| Summe | 14.078          |

Quelle: